# Кёчлиц
Кёчлиц (нем. Kötschlitz) — община в Германии, в земле Саксония-Анхальт.
Входит в состав района Зале. Подчиняется управлению Лойна-Кёцшау. Население составляет 927 человек (на 31 декабря 2006 года). Занимает площадь 5,40 км².
Община подразделяется на 2 сельских округа.